# LAG Nr. 84 bis 86
Die Lokomotiven mit den Bahnnummern 84 bis 86 waren Heißdampflokomotiven der in München ansässigen Bahnbetriebsgesellschaft Localbahn AG (LAG). Diese Lokomotiven waren mit den Fahrzeugen der Baureihe 98.10 fast identisch, hatten allerdings einen größeren Kuppelraddurchmesser und eine mit 60 km/h statt 45 km/h deutlich größere Höchstgeschwindigkeit.
Die Lokomotiven Nr. 84 und 85 wurden 1935 ausgeliefert und in Oberstdorf stationiert, die Nr. 86 folgte 1936 und kam nach Füssen.
Die drei Lokomotiven wurden zum 1. August 1938 zusammen mit der LAG von der Reichsbahn übernommen und als Baureihe 98.17 geführt. Sie gelangten nach dem Zweiten Weltkrieg in den Bestand der Deutschen Bundesbahn. Sie waren zuletzt in Kempten stationiert und wurden bis 1961 eingesetzt.